# 변경 (영화)
변경(OKPANHA, Outskirts)은 러시아(구 소련)에서 제작된 보리스 바르넷 감독의 1933년 드라마, 전쟁 영화이다. 알렉산드르 크리스야노브 등이 주연으로 출연하였다.
제1차 세계 대전 당시 러시아 제국의 변경에 있는 작은 마을의 공장 노동자들을 주인공으로 한다.

## 출연

### 주연
- 알렉산드르 크리스야노브
- 옐레나 쿠지미나